# Mare Nectaris
Mare Nectaris (do latim: Mar de néctar) é um mar lunar ao sul de Mare Fecunditatis, no norte, no lado de trás da Lua, o Mare Imbrium se abre para o lado sul na forma irregular do Oceanus Procellarum, com a cratera Copernicus brilhando entre eles.
O material é de aproximadamente 1000m em profundidade e principalmente, do período Nectárico e Ímbrico Inferior, com  material da época do Ímbrico Superior. A cratera Theophilus no lado nordeste do mar pode ter jogado alguns fragmentos do Mare Nectaris para o local de pouso da Apollo 16. a cratera é mais jovem do que o mare em seu sudeste.